# Las Chicas
Las Chicas (auch Las Chicas Internacional) ist eine dreiköpfige Girlgroup bestehend aus Jana Wall, Alicia Sanchez und Vanessa Harris aus München.

## Bandgeschichte
Sie wurde von der Plattenfirma EMI im Sommer 2005 gecastet, als die Idee aufkam, den aus spanischen Urlaubsclubs bekannten, aber in Deutschland bis dato nicht erhältlichen Xuxa-Hit „Ilarie“ auch in Deutschland offiziell zu veröffentlichen. Bereits vorher verbreitete sich das Original von Xuxa über Filesharing-Tauschbörsen. Produziert wurde das Lied von Scooter-Mitglied Ferris Bueller.
Während sich die Maxi-CD nur mäßig verkaufte, verbreitete sich der Titel sehr schnell über Discotheken sowie im Internet und wurde auf dem Sampler „Ballermann Hits 2005“ aufgenommen. Der Latino-Dancepop-Hit schaffte es im Juli 2005 in allen deutschsprachigen Ländern in die Charts. In Österreich und der Schweiz landete die Single um Platz 50, nur in Deutschland, wo die zeitgleich veröffentlichte Version der Buttons Platz 31 erreichte, reichte es nur für Platz 78. Für Las Chicas blieb es der einzige Charthit, so dass die Band ein klares One-Hit-Wonder war.

## Diskografie
Die einzige Veröffentlichung der Gruppe ist eine Maxi-CD. Sie enthält folgende Titel:
1. Ilarie (Radio-Version)
2. Ilarie (Stadion-Version)
3. Poco poco
4. Sing Along
5. Do The Boogaloo
6. Fiesta! (Todos juntos)